# Igon
Pour les articles homonymes, voir Igon (homonymie).
Igon (en béarnais Aigon ou Aygoû) est une commune française située dans le département des Pyrénées-Atlantiques, en région Nouvelle-Aquitaine.

## Géographie

### Localisation
La commune d'Igon se trouve dans le département des Pyrénées-Atlantiques, en région Nouvelle-Aquitaine.
Elle se situe à 22 km par la route de Pau, préfecture du département, et à 15 km de Pontacq, bureau centralisateur du canton des Vallées de l'Ousse et du Lagoin dont dépend la commune depuis 2015 pour les élections départementales.
La commune fait en outre partie du bassin de vie de Pau.
Les communes les plus proches sont : 
Coarraze (1,2 km), Asson (2,8 km), Nay (3,3 km), Mirepeix (3,6 km), Lestelle-Bétharram (3,8 km), Bénéjacq (3,9 km), Montaut (4,2 km), Bordères (5,0 km).
Sur le plan historique et culturel, Igon fait partie de la province du Béarn, qui fut également un État et qui présente une unité historique et culturelle à laquelle s’oppose une diversité frappante de paysages au relief tourmenté.

### Communes limitrophes
Les communes limitrophes sont  Asson, Coarraze, Lestelle-Bétharram, Montaut et Nay.
|       | Nay                |          |
| Asson | Igon               | Coarraze |
|       | Lestelle-Bétharram | Montaut  |

### Hydrographie

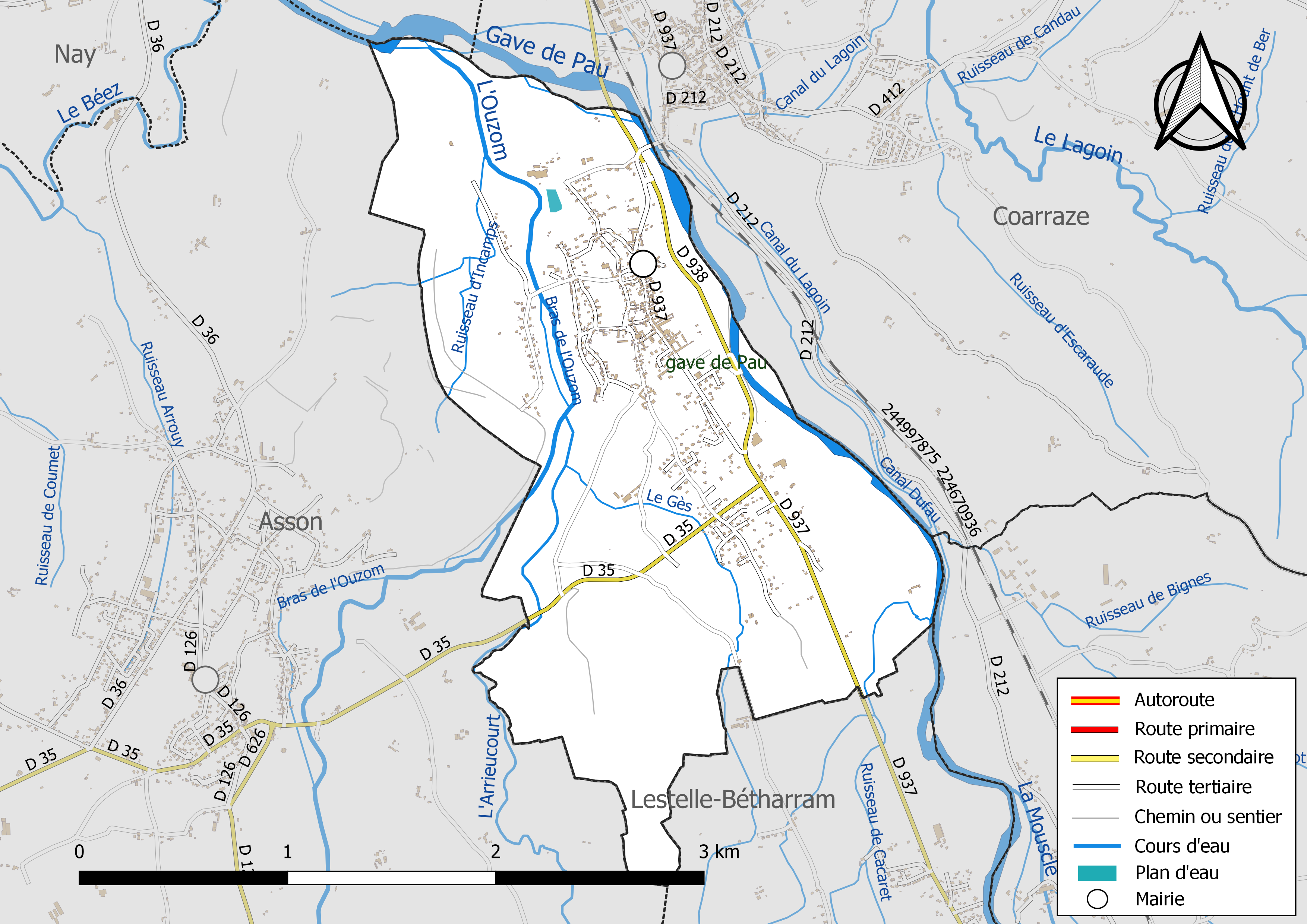
Réseaux hydrographique et routier d'Igon.

La commune est drainée par le gave de Pau, l'Ouzoum, L'Arrieucourt, un bras de l'Ouzom, un bras du gave de Pau, le canal Dufau, le Gès, le ruisseau de Cacaret, le ruisseau d'Incamps, et par divers petits cours d'eau, constituant un réseau hydrographique de 11 km de longueur totale,.
Le gave de Pau, d'une longueur totale de 192,8 km, prend sa source dans la commune de Gavarnie-Gèdre et s'écoule du sud-est vers le nord-ouest. Il traverse la commune et se jette dans l'Adour à Saint-Laurent-de-Gosse, après avoir traversé 88 communes.
L'Ouzoum, d'une longueur totale de 33,2 km, prend sa source dans la commune de Béost et s'écoule du sud vers le nord. Il traverse la commune et se jette dans le gave de Pau sur le territoire communal, après avoir traversé 8 communes.

### Climat
Pour des articles plus généraux, voir Climat de la Nouvelle-Aquitaine et Climat des Pyrénées-Atlantiques.
Historiquement, la commune est exposée à un climat de montagne.
En 2020, Météo-France publie une typologie des climats de la France métropolitaine dans laquelle la commune est toujours exposée à un climat de montagne et est dans la région climatique Pyrénées atlantiques, caractérisée par une pluviométrie élevée (>1 200 mm/an) en toutes saisons, des hivers très doux (7,5 °C en plaine) et des vents faibles.
Pour la période 1971-2000, la température annuelle moyenne est de 12,7 °C, avec une amplitude thermique annuelle de 13,8 °C. Le cumul annuel moyen de précipitations est de 1 295 mm, avec 11,3 jours de précipitations en janvier et 9,4 jours en juillet. Pour la période 1991-2020, la température moyenne annuelle observée sur la station météorologique la plus proche, située sur la commune d'Asson à 3 km à vol d'oiseau, est de 13,2 °C et le cumul annuel moyen de précipitations est de 1 376,5 mm,. Pour l'avenir, les paramètres climatiques de la commune estimés pour 2050 selon différents scénarios d’émission de gaz à effet de serre sont consultables sur un site dédié publié par Météo-France en novembre 2022.

### Milieux naturels et biodiversité

#### Réseau Natura 2000
Le réseau Natura 2000 est un réseau écologique européen de sites naturels d'intérêt écologique élaboré à partir des Directives « Habitats » et « Oiseaux », constitué de zones spéciales de conservation (ZSC) et de zones de protection spéciale (ZPS).
Un site Natura 2000 a été défini sur la commune au titre de la « directive Habitats » : le « gave de Pau », d'une superficie de 8 194 ha, un vaste réseau hydrographique avec un système de saligues encore vivace,.

#### Zones naturelles d'intérêt écologique, faunistique et floristique
L’inventaire des zones naturelles d'intérêt écologique, faunistique et floristique (ZNIEFF) a pour objectif de réaliser une couverture des zones les plus intéressantes sur le plan écologique, essentiellement dans la perspective d’améliorer la connaissance du patrimoine naturel national et de fournir aux différents décideurs un outil d’aide à la prise en compte de l’environnement dans l’aménagement du territoire.
Une ZNIEFF de type 2 est recensée sur la commune, : 
le « réseau hydrographique du gave de Pau et ses annexes hydrauliques » (3 000,84 ha), couvrant 71 communes dont 10 dans les Landes, 59 dans les Pyrénées-Atlantiques et 2 dans les Hautes-Pyrénées.

## Urbanisme

### Typologie
Au 1er janvier 2024, Igon est catégorisée petite ville, selon la nouvelle grille communale de densité à sept niveaux définie par l'Insee en 2022.
Elle appartient à l'unité urbaine de Pau, une agglomération intra-départementale regroupant 55  communes, dont elle est une commune de la banlieue,,. Par ailleurs la commune fait partie de l'aire d'attraction de Pau, dont elle est une commune de la couronne,. Cette aire, qui regroupe 227 communes, est catégorisée dans les aires de 200 000 à moins de 700 000 habitants,.

### Occupation des sols

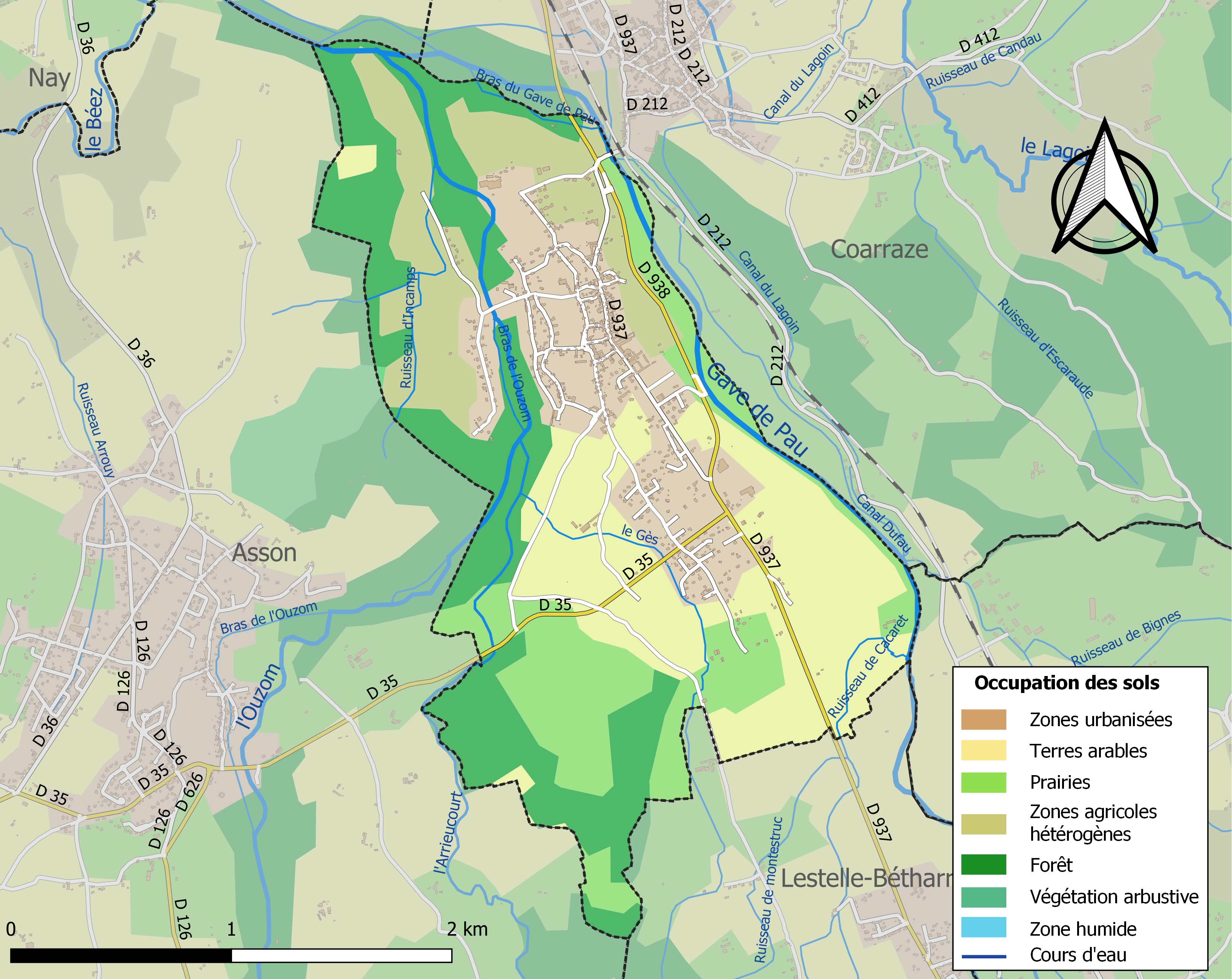
Carte des infrastructures et de l'occupation des sols de la commune en 2018 (CLC).

L'occupation des sols de la commune, telle qu'elle ressort de la base de données européenne d’occupation biophysique des sols Corine Land Cover (CLC), est marquée par l'importance des territoires agricoles (56,3 % en 2018), en diminution par rapport à 1990 (58,4 %). La répartition détaillée en 2018 est la suivante : 
terres arables (25,5 %), forêts (24,7 %), zones urbanisées (19 %), prairies (16,8 %), zones agricoles hétérogènes (14 %), milieux à végétation arbustive et/ou herbacée (0,1 %). L'évolution de l’occupation des sols de la commune et de ses infrastructures peut être observée sur les différentes représentations cartographiques du territoire : la carte de Cassini (XVIIIe siècle), la carte d'état-major (1820-1866) et les cartes ou photos aériennes de l'IGN pour la période actuelle (1950 à aujourd'hui).

### Lieux-dits et hameaux
- Argacha.

### Voies de communication et transports
La commune est desservie par les routes départementales 35, 937 et 938.

### Risques majeurs
Le territoire de la commune d'Igon est vulnérable à différents aléas naturels : météorologiques (tempête, orage, neige, grand froid, canicule ou sécheresse), inondations et séisme (sismicité moyenne). Il est également exposé à un risque technologique, le transport de matières dangereuses. Un site publié par le BRGM permet d'évaluer simplement et rapidement les risques d'un bien localisé soit par son adresse soit par le numéro de sa parcelle.

#### Risques naturels
Certaines parties du territoire communal sont susceptibles d’être affectées par le risque d’inondation par une crue torrentielle ou à montée rapide de cours d'eau, notamment le gave de Pau et l'Ouzoum. La commune a été reconnue en état de catastrophe naturelle au titre des dommages causés par les inondations et coulées de boue survenues en 1982, 2009, 2021 et 2022,.

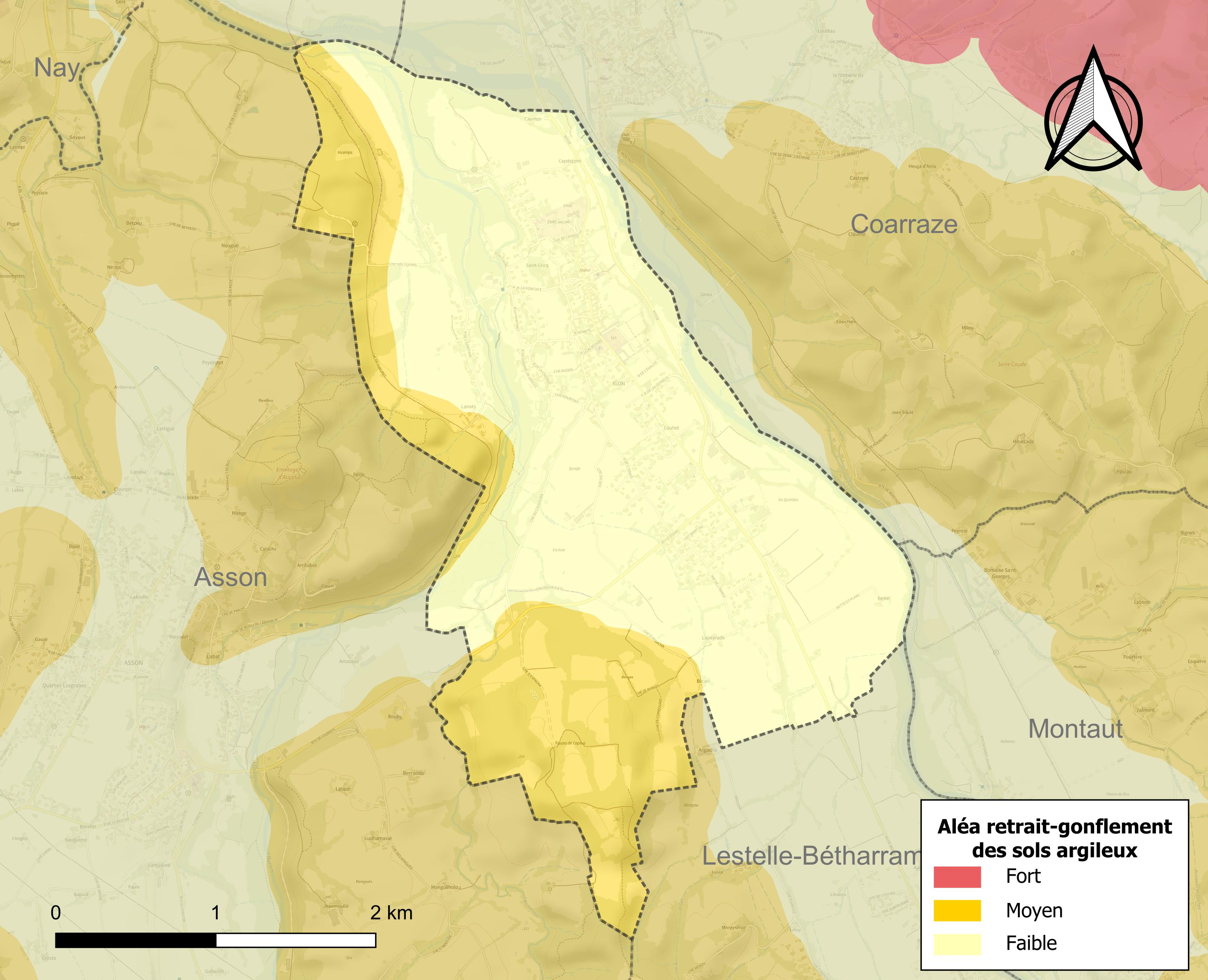
Carte des zones d'aléa retrait-gonflement des sols argileux d'Igon.

Le retrait-gonflement des sols argileux est susceptible d'engendrer des dommages importants aux bâtiments en cas d’alternance de périodes de sécheresse et de pluie. 29,6 % de la superficie communale est en aléa moyen ou fort (59 % au niveau départemental et 48,5 % au niveau national). Depuis le 1er octobre 2020, en application de la loi ELAN, différentes contraintes s'imposent aux vendeurs, maîtres d'ouvrages ou constructeurs de biens situés dans une zone classée en aléa moyen ou fort,.

## Toponymie
Le toponyme Igon est mentionné au XIIe siècle (cartulaire de l'abbaye de Saint-Pé) et apparaît sous les formes 
Ygon (1385, censier de Béarn), 
Igoo et Yguon (respectivement 1535 et 1538, réformation de Béarn).
Son nom béarnais est Aigon ou Aygoû.
D’après Paul Raymond, le chemin de Clerguet, conduisant à Clarac, traversait Asson et Igon, et délimitait les communes d’Asson et de Nay. On le trouve sous la graphie 
lo cami Clargues ou le cami Claragues en 1536, le grant camii aperat Clergues en 1547 (réformation de Béarn pour toutes les citations).

## Histoire
Auriol Centulle, troisième fils de Centulle IV de Béarn et d'Angèle d'Oloron, était[Quand ?] seigneur de Clarac, Igon, Baudreix, Boeil et Auga.[réf. nécessaire]
Paul Raymond note qu'en 1385, Igon comptait trente-cinq feux et dépendait du bailliage de Nay.

## Politique et administration
| Période                                  | Période  | Identité            | Étiquette      | Qualité  |
| ---------------------------------------- | -------- | ------------------- | -------------- | -------- |
| 1945                                     | 1947     | M. Delfourne        |                |          |
| 1947                                     | 1983     | Louis Duger         |                |          |
| 1983                                     | 2001     | Jean Matheu         |                |          |
| 2001                                     | 2020     | Jean-Yves Prudhomme | UDF puis MoDem | Retraité |
| 2020                                     | En cours | Marc Labat          |                |          |
| Les données manquantes sont à compléter. |          |                     |                |          |

### Intercommunalité
Igon appartient à sept structures intercommunales :
- l’agence publique de gestion locale ;
- la communauté de communes du Pays de Nay ;
- le SIVU d'aide à domicile de la plaine de Nay ;
- le syndicat d’eau potable et d’assainissement de la plaine de Nay ;
- le syndicat d’énergie des Pyrénées-Atlantiques ;
- le syndicat intercommunal de défense contre les inondations du gave de Pau ;
- le syndicat mixte du bassin du gave de Pau.

## Population et société

### Démographie
L'évolution du nombre d'habitants est connue à travers les recensements de la population effectués dans la commune depuis 1793. Pour les communes de moins de 10 000 habitants, une enquête de recensement portant sur toute la population est réalisée tous les cinq ans, les populations de référence des années intermédiaires étant quant à elles estimées par interpolation ou extrapolation. Pour la commune, le premier recensement exhaustif entrant dans le cadre du nouveau dispositif a été réalisé en 2008.

En 2022, la commune comptait 1 008 habitants, en évolution de +4,56 % par rapport à 2016 (Pyrénées-Atlantiques : +3,78 %, France hors Mayotte : +2,11 %).
| 1793 | 1800 | 1806 | 1821 | 1831 | 1836 | 1841 | 1846 | 1851 |
| ---- | ---- | ---- | ---- | ---- | ---- | ---- | ---- | ---- |
| 569  | 508  | 512  | 641  | 660  | 692  | 751  | 862  | 686  |

| 1856 | 1861 | 1866 | 1872 | 1876 | 1881 | 1886  | 1891 | 1896 |
| ---- | ---- | ---- | ---- | ---- | ---- | ----- | ---- | ---- |
| 924  | 892  | 918  | 939  | 982  | 983  | 1 030 | 926  | 877  |

| 1901 | 1906 | 1911 | 1921 | 1926 | 1931 | 1936 | 1946 | 1954 |
| ---- | ---- | ---- | ---- | ---- | ---- | ---- | ---- | ---- |
| 861  | 896  | 798  | 801  | 821  | 723  | 749  | 699  | 728  |

| 1962 | 1968 | 1975 | 1982 | 1990 | 1999 | 2006 | 2008 | 2013 |
| ---- | ---- | ---- | ---- | ---- | ---- | ---- | ---- | ---- |
| 602  | 752  | 708  | 743  | 792  | 820  | 903  | 925  | 933  |

| 2018 | 2022  | - | - | - | - | - | - | - |
| ---- | ----- | - | - | - | - | - | - | - |
| 972  | 1 008 | - | - | - | - | - | - | - |

Igon fait partie de l'aire d'attraction de Pau.

## Économie
La commune fait partie de la zone d'appellation de l'ossau-iraty.

## Culture locale et patrimoine

### Patrimoine civil
Le monument aux morts est l'œuvre du sculpteur Ernest Gabard.

### Patrimoine religieux
L'église Saint-Vincent date du XVIe siècle alors que la chapelle Saint-André fut édifiée dans la seconde moitié du XIXe siècle. L'église possède un retable du XVIIe siècle classé aux monuments historiques en 1966.

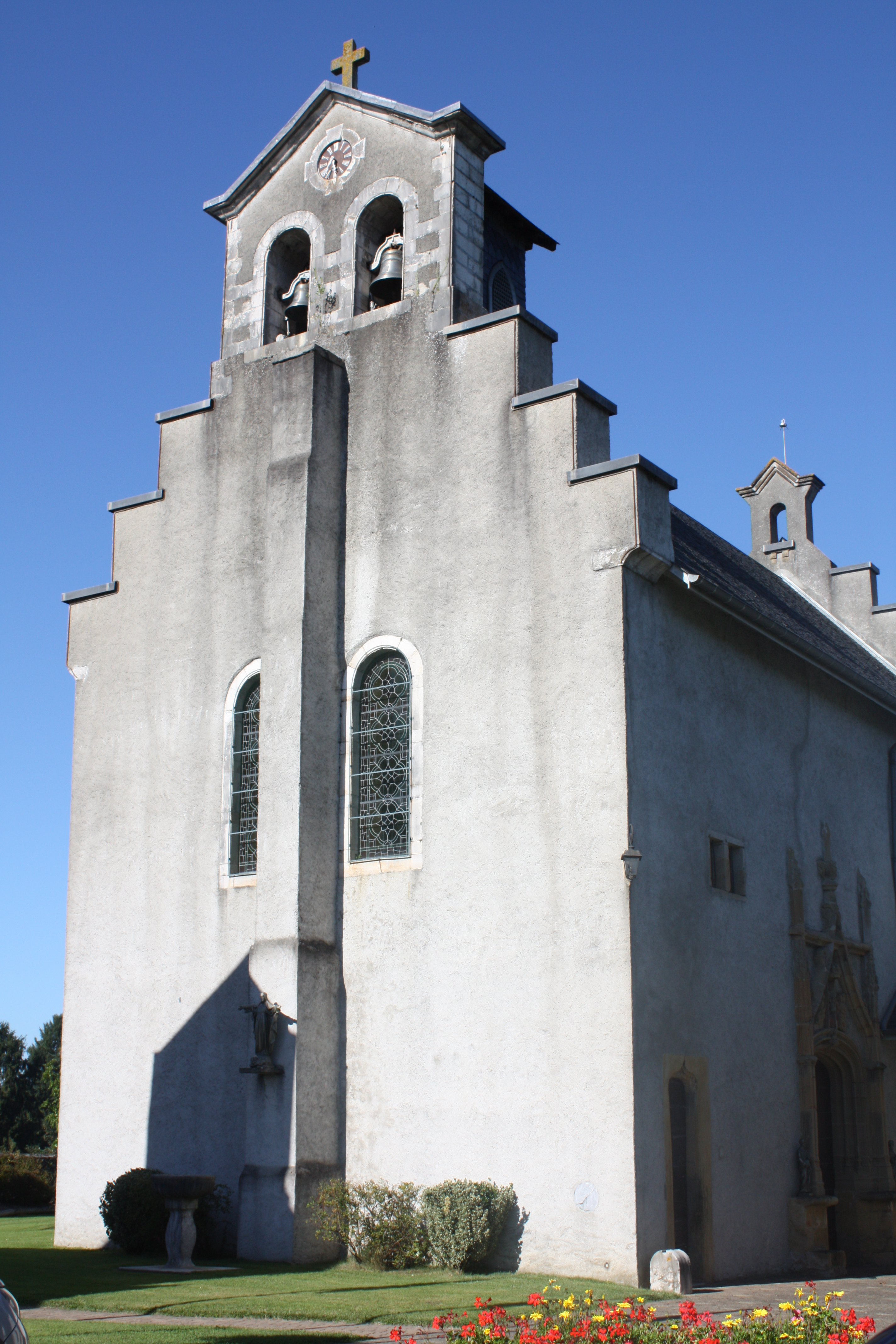
L'église Saint-Vincent.
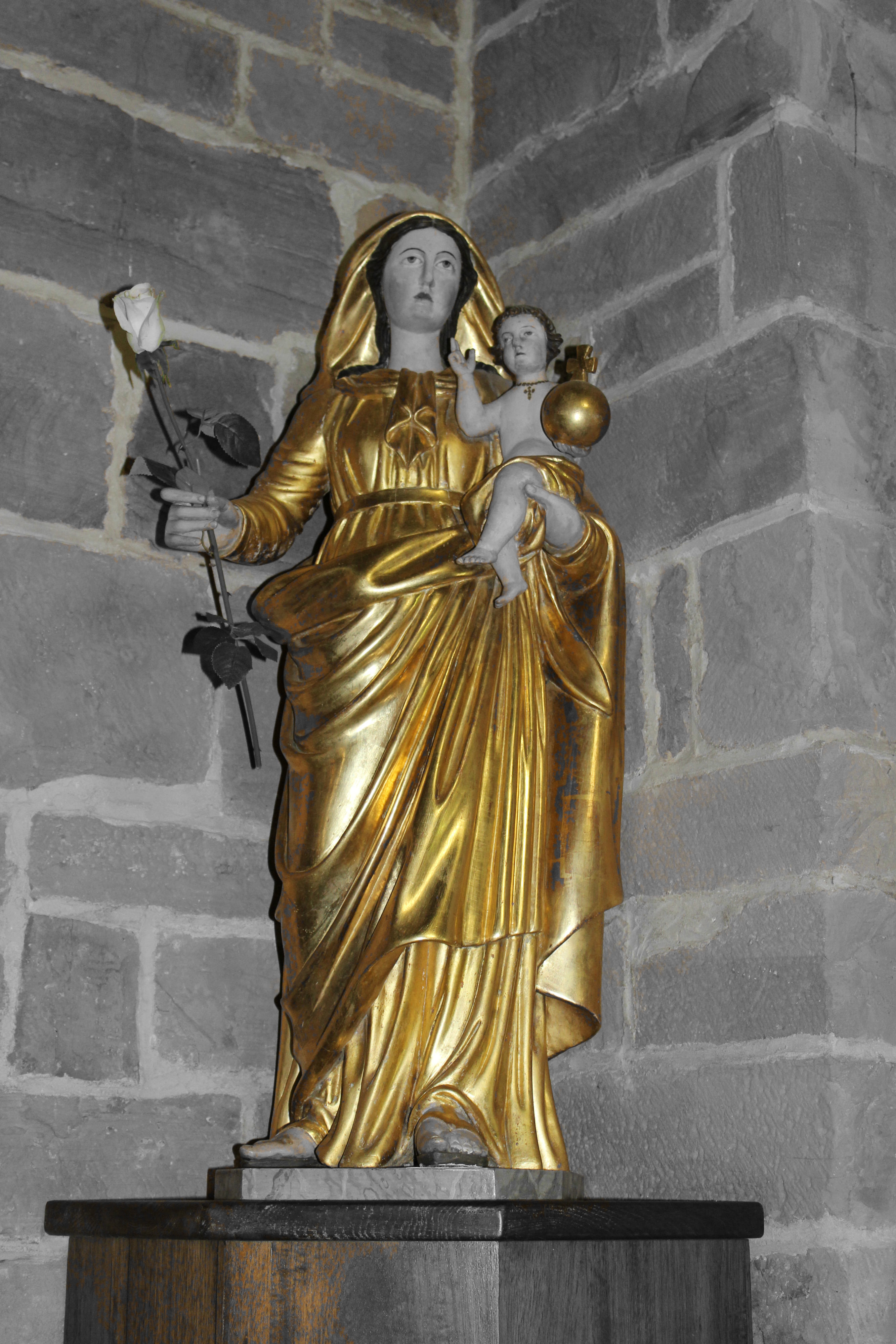
La Vierge dorée.

## Équipements
Éducation
Igon dispose de deux écoles primaires et d'un collège-lycée professionnel (établissement Sainte-Élisabeth).